# Postsecret
PostSecret é um projeto de arte via correio, criado por Frank Warren, no qual as pessoas partilham os seus segredos, de forma anônima, através de um postal feito em casa. Os segredos recebidos por correio são depois selecionados e publicados no site, ou utilizados em livros e exposições.

## História

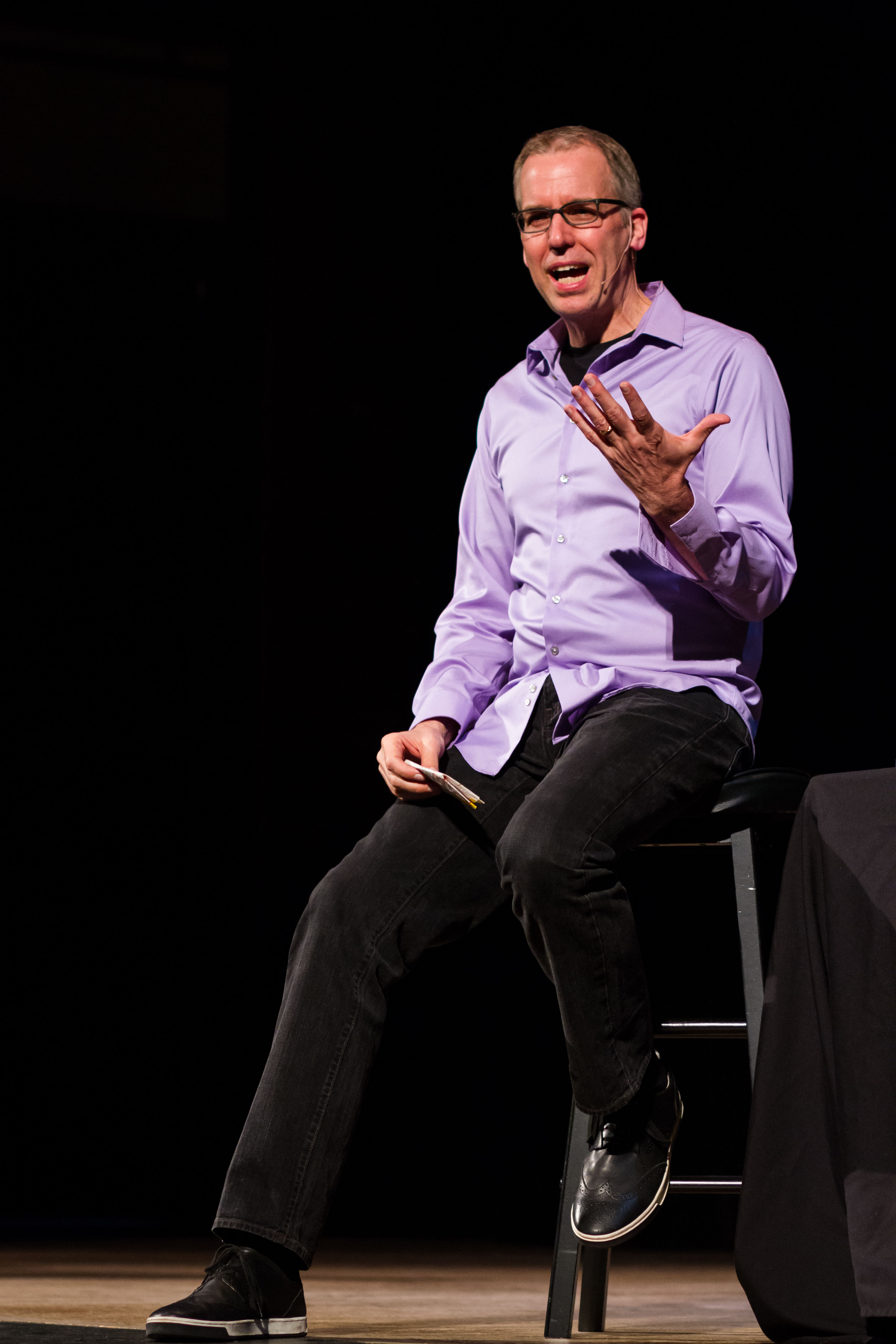
Frank Warren, fundador do PostSecret

O conceito simples do projeto foi o de que anônimos poderiam elaborar um postal onde partilhavam um segredo que nunca tinham revelado a ninguém. Nenhuma restrição é feita em relação ao conteúdo do segredo; apenas tendo este de ser verdadeiro e nunca antes revelado. Os segredos recebidos vão desde a revelação de atos sexuais, crimes, desejos, hábitos, esperanças e sonhos. Os segredos pretendem ajudar tanto o autor como aqueles que os vão ler. Frank Warren afirma que os postais inspiram aqueles que os leem, ajudam aqueles que os escrevem e dão esperança a pessoas que se identificam com o segredo de "um estranho qualquer", criando-se assim uma comunidade anónima de aceitação.
O site que começou como uma experiência no Blogspot, era atualizado todos os domingos com dez novos segredos, tendo todos eles um estilo relativamente constante, dando a entender aos participantes como estes deveriam apresentar os seus segredos. Recentemente, são apresentados aproximadamente 20 postais todas as semanas.
Atualmente, Warren participa de palestras em várias universidades, falando sobre a multiplicidade de segredos que caracterizam a nossa sociedade actual. Uma exposição com milhares de postais recebidos viaja também pelos Estados Unidos.

## Livros
Postais seleccionados, incluindo alguns que nunca estiveram no website, foram publicados no livro PostSecret: Extraordinary Confessions from Ordinary Lives (ISBN 0-06-089919-0). O livro foi publicado pela Harper Collins/Regan Books e lançado em 1 de dezembro de 2005.
O segundo livro, My Secret: A PostSecret Book (ISBN 0-06-119668-1), foi lançado em 24 de outubro de 2006.
O terceiro livro, The Secret Lives of Men and Women: A PostSecret Book (ISBN 0-06-119875-7),  foi lançado em 9 de janeiro de 2007.
O quarto livro, A Lifetime of Secrets: A PostSecret Book (ISBN 0-06-123860-0), foi lançado em 9 de outubro de 2007.
O livro mais recente, Confessions on Life, Death, & God, foi lançado em 6 de outubro de 2009.
Em vez de enviarem os seus segredos, muitas pessoas levam os seus postais até uma livraria; e discretamente escondem-nos dentro das páginas de um livro do PostSecret.[carece de fontes?]
Warren afirmou que inclui um segredo de si próprio em cada um dos livros que edita. O seu segredo não é anónimo como os restantes; este assina-o. Por exemplo: "Sometimes when we think we are keeping a secret, that secret is actually keeping us. - Frank".

## Versões internacionais
Com a autorização de Warren, uma versão em francês (PostSecretFrance) foi lançada em outubro de 2007; e em fevereiro de 2008, a versão alemã (PostSecret auf Deutsch).
A versão em português (PostSecretPT) foi lançada em abril de 2010, também autorizada pelo Frank Warren.
Existem também projetos não oficiais: na Espanha (Los Secretos Dominicales), na China (PostSecretChina) e no Reino Unido (PostSecretUK).

## Análogos na história
Em 1973, o livro Variable Piece 4: Secrets, criado pelo artista conceitual Douglas Huebler (um dos seus vários trabalhos na série Variable Piece), resulta da compilação de aproximadamente 1800 segredos escritos por anônimos.